# Josep Perramon Acosta
Josep Perramon Acosta (Barcelona, Catalunya, 17 d'octubre de 1946), conegut esportivament com a Papitu, és un antic jugador d'handbol català. Jugava a la posició de porter.
Defensà els colors del FC Barcelona, BM Granollers, Picadero i CB Calpisa amb un palmarès molt brillant, amb 9 lligues i 6 copes estatals. Fou 105 cops internacional amb la selecció espanyola. Participà en els Jocs Olímpics de Múnic 1972.

## Trajectòria
- La Salle Bonanova
- 1967-69 FC Barcelona
- 1969-72 BM Granollers
- 1972-73 Picadero
- 1973-74 BM Granollers
- 1974-78 CB Calpisa[1]

## Palmarès
- 9 Lligues espanyoles: 1968-69, 1969-70, 1970-71, 1971-72, 1973-74, 1974-75, 1975-76, 1976-77, 1977-78[1]
- 6 Copes espanyoles: 1968-69, 1969-70, 1973-74, 1974-75, 1975-76, 1976-77[1]